# الذكر الفخري

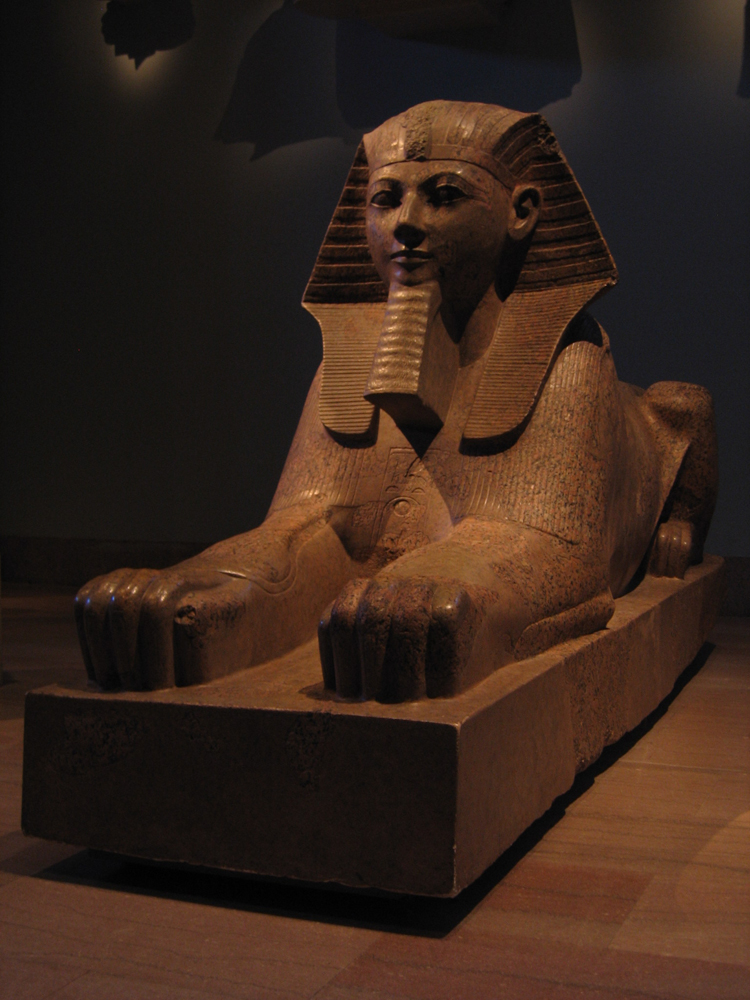

الذكر الفخري أو الرجل الفخري هو امرأة تُمنح مكانة الرجل دون الإخلال بالوضع القائم على السلطة الأبوية. قد يعتبرها الرجال الذين تختلط بهم «واحدة من الرفاق». تكتب كارولين هيلبرون في «إنجلترا وأمريكا: السيرغير الذاتية لنساء متميزات» (عام 1988) الرجل الفخري يجب أن تعزل نفسها عن مدى النساء المشترك للحفاظ على وضعها «المميز». وبالتالي، تتبادل شكلاً من أشكال الحبس (المجال المحلي) لشكل آخر (المجال الذكوري).

## مصر القديمة
كانت الملكة حتشبسوت أول حاكمة لمصر القديمة بوصفها فرعونًا كاملاً. صورت حتشبسوت وأكدت نفسها كحاكمة للذكور في المملكة الحديثة. في الأعمال الفنية وتمثالها، يتم تقديمها في غطاء الرأس الفرعوني التقليدي والنقبة واللحية الزائفة - رمزًا للملكية، بينما يتم تصغير وتقليل التركيز على ثدييها، وكتفيها عريضان ورجوليان. نفذت حتشبسوت عدة مشاريع بناء وحملات عسكرية ونقلت مصر إلى فترة من السلام والازدهار. إن تصرفات حتشبسوت لتحسين وضع المرأة خلال هذا الوقت غير معروفة، على الرغم من أن النساء في مصر القديمة يمكنهن أن يقررن مهنهن الخاصة ويتزوجن ممن يرغبن ويتعاقدن على اتفاقات قبل الزواج تسادنهن ويطلقن أزواجهن ويمتلكن العقارات وينضممن للكنيسة ويمتلكن الحق في تحديد النسل والإجهاض. كانت النساء في مصر خلال هذه الفترة تحظى بالاحترام والتقدير أكثر من نظيراتهن في البلدان الأخرى ونظيراتهن المصريات في القرون اللاحقة مع ظهور المسيحية في القرن الرابع الميلادي والإسلام في القرن السابع الميلادي.